# برج كيو 1
برج كيو 1 (بالإنجليزية: Q1 Tower)‏، المعروف أيضًا باسم برج كوينزلاند رقم واحد، هو ناطحة سحاب تقع في غولد كوست، كوينزلاند، أستراليا. تم الانتهاء من المبنى في عام 2005، ويبلغ ارتفاعه 322.5 مترًا (1،058 قدمًا)، مما يجعله أطول مبنى في أستراليا ونصف الكرة الجنوبي، بالإضافة لذلك هو إلى أحد أطول الأبراج السكنية في العالم. تم تصميم برج كيو 1 من قبل شركة الهندسة المعمارية مجموعة صنلاند، وهو مستوحى من الشعلة الأولمبية في سيدني 2000 ودار الأوبرا في سيدني.

## التاريخ
بدأ بناء برج كيو 1 في عام 2002 واكتمل في عام 2005. تم تطوير البرج من قبل مجموعة صنلاند، وهي شركة أسترالية للتطوير العقاري. تم افتتاح المبنى رسميًا في نوفمبر 2005.

## التصميم
تصميم البرج مستلهم من الشعلة الأولمبية المستخدمة خلال دورة الألعاب الأولمبية في سيدني 2000 والأشرعة الشهيرة لدار الأوبرا في سيدني.

## الميزات ووسائل الراحة
يتكون برج كيو 1 من 78 طابقًا، مع مزيج من الشقق السكنية والمساحات التجارية والمرافق الترفيهية. يضم البرج 526 شقة سكنية، تتراوح من غرفة نوم واحدة إلى أربع غرف نوم، وتشمل عددًا محدودًا من البنتهاوس.
من بين وسائل الراحة في المبنى، منتجع صحي، ومركز للياقة البدنية، ومسبح مدفأ، ومسبح على شكل بحيرة، ومسبح للأطفال، وغرفة ألعاب، ومسرح، ومرافق مؤتمرات. يحتوي البرج أيضًا على منصة مراقبة كيو 1، والمعروفة أيضًا باسم سكاي بوينت (بالإنجليزية: SkyPoint)‏، والتي تقع في الطابقين 77 و78. يوفر سطح المراقبة إطلالات بانورامية على مدينة غولد كوست والمناطق المحيطة بها ويضم مقهى وبارا.
بالإضافة إلى المرافق السكنية والترفيهية، يضم البرج مساحات للبيع بالتجزئة والمطاعم في الطابق الأرضي.

## الأثر البيئي والاستدامة
يشتمل برج كيو 1 على العديد من الميزات الصديقة للبيئة، مثل الإضاءة الموفرة للطاقة وأنظمة تكييف الهواء، فضلاً عن التركيبات والأجهزة الموفرة للمياه. بالإضافة إلى ذلك، يزيد تصميم البرج من الإضاءة الطبيعية والتهوية، مما يقلل الحاجة إلى الإضاءة الاصطناعية والتبريد.

## الجوائز
حصل برج كيو 1 على العديد من الجوائز لتصميمه وبنائه، بما في ذلك جائزة رايا غولد كوست للعمارة المحلية 2005 (بالإنجليزية: RAIA Gold Coast Regional Architecture 2005)‏، وجائزة رايا كوينزلاند للعمارة 2005 (بالإنجليزية: RAIA Queensland Architecture 2005)‏، وجائزة إمبوريس ناطحة السحاب 2006 (بالإنجليزية:  2006 Emporis Skyscraper)‏ (فضية).

## معرض الصور

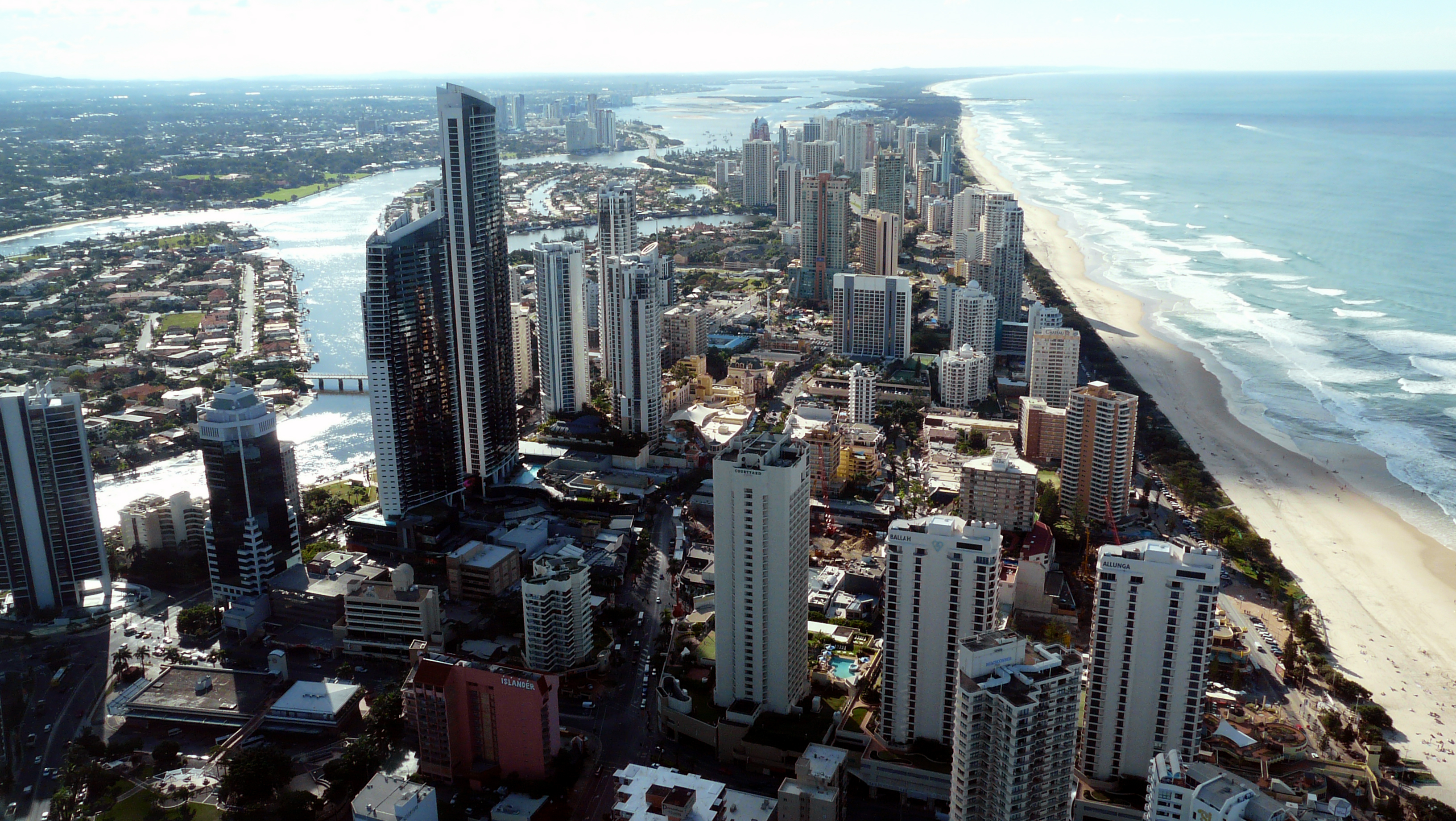
إطلالة من الجهة الشمالية
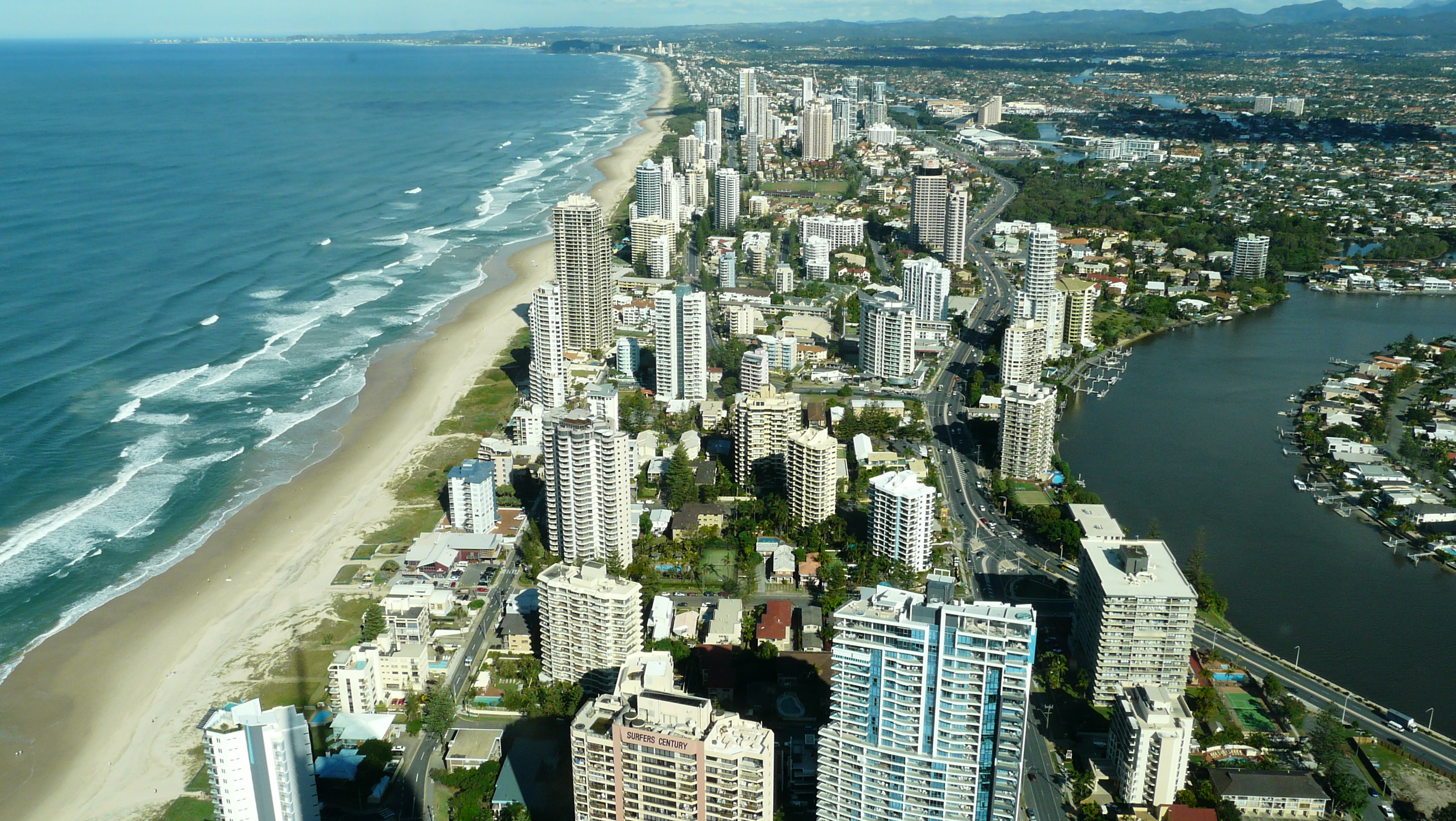
إطلالة من الجهة الجنوبية باتجاه الساحل
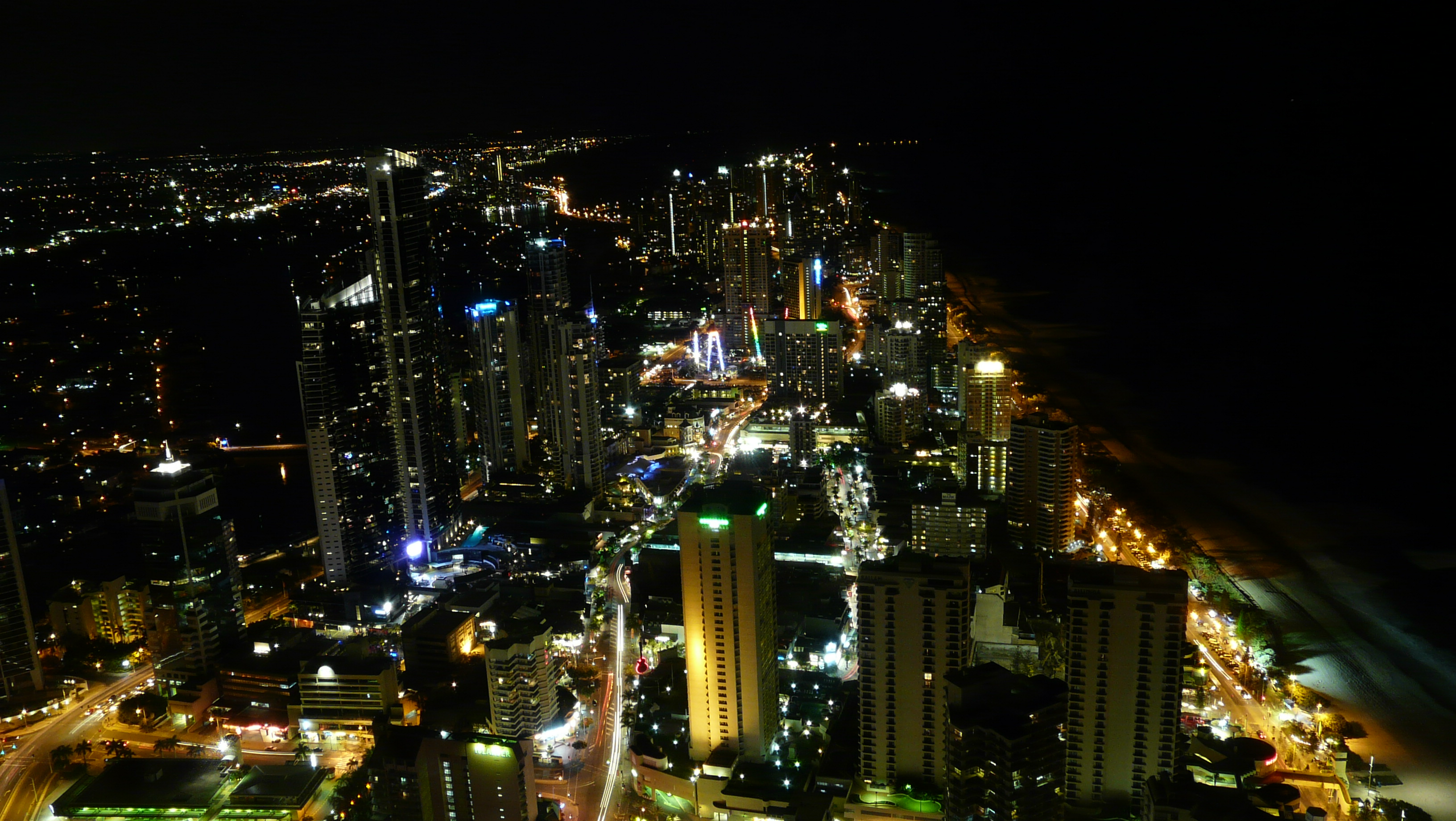
إطلالة من الجهة الشمالية وقت المساء
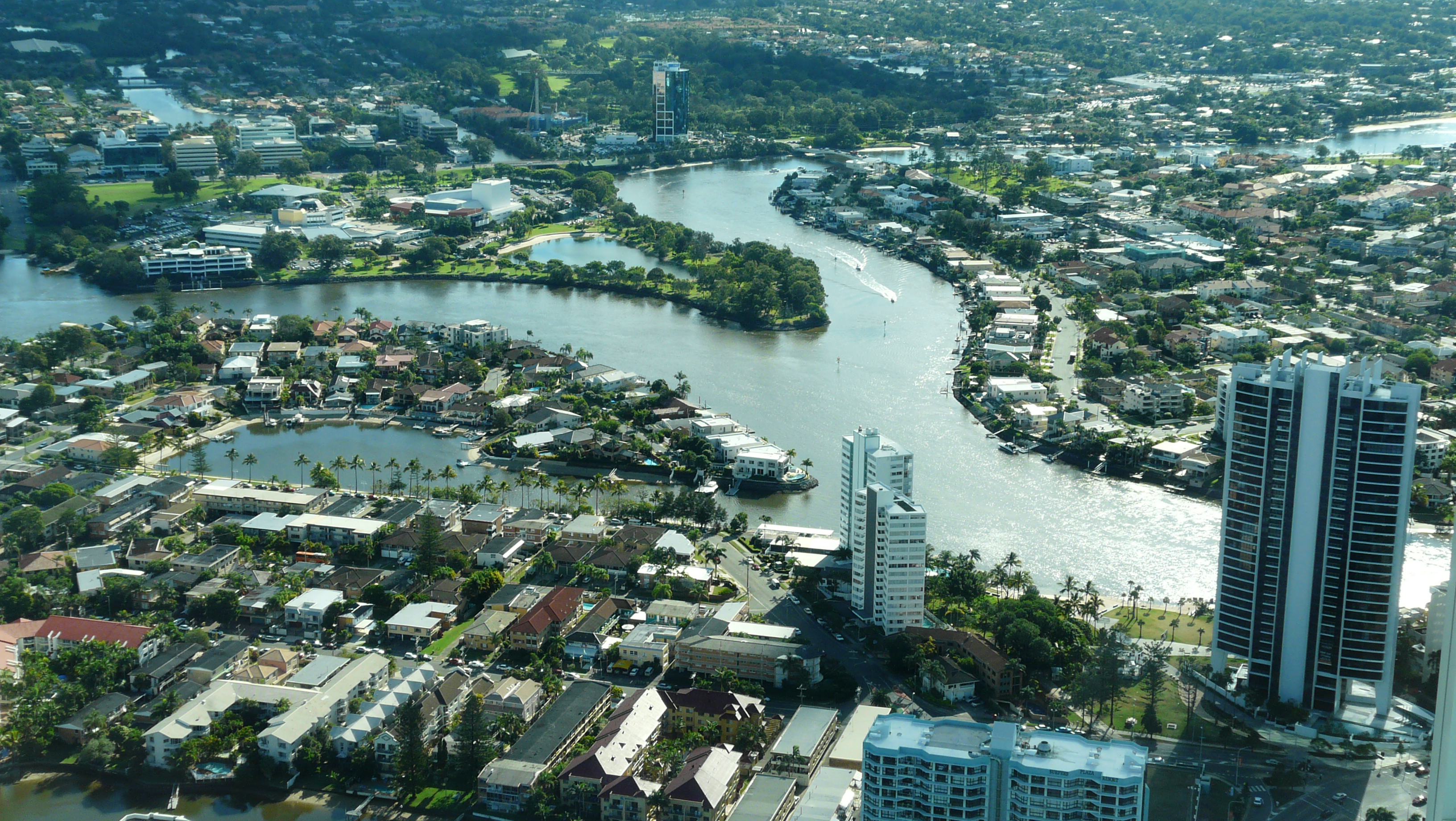
إطلالة من الجهة الغربية باتجاه المدينة
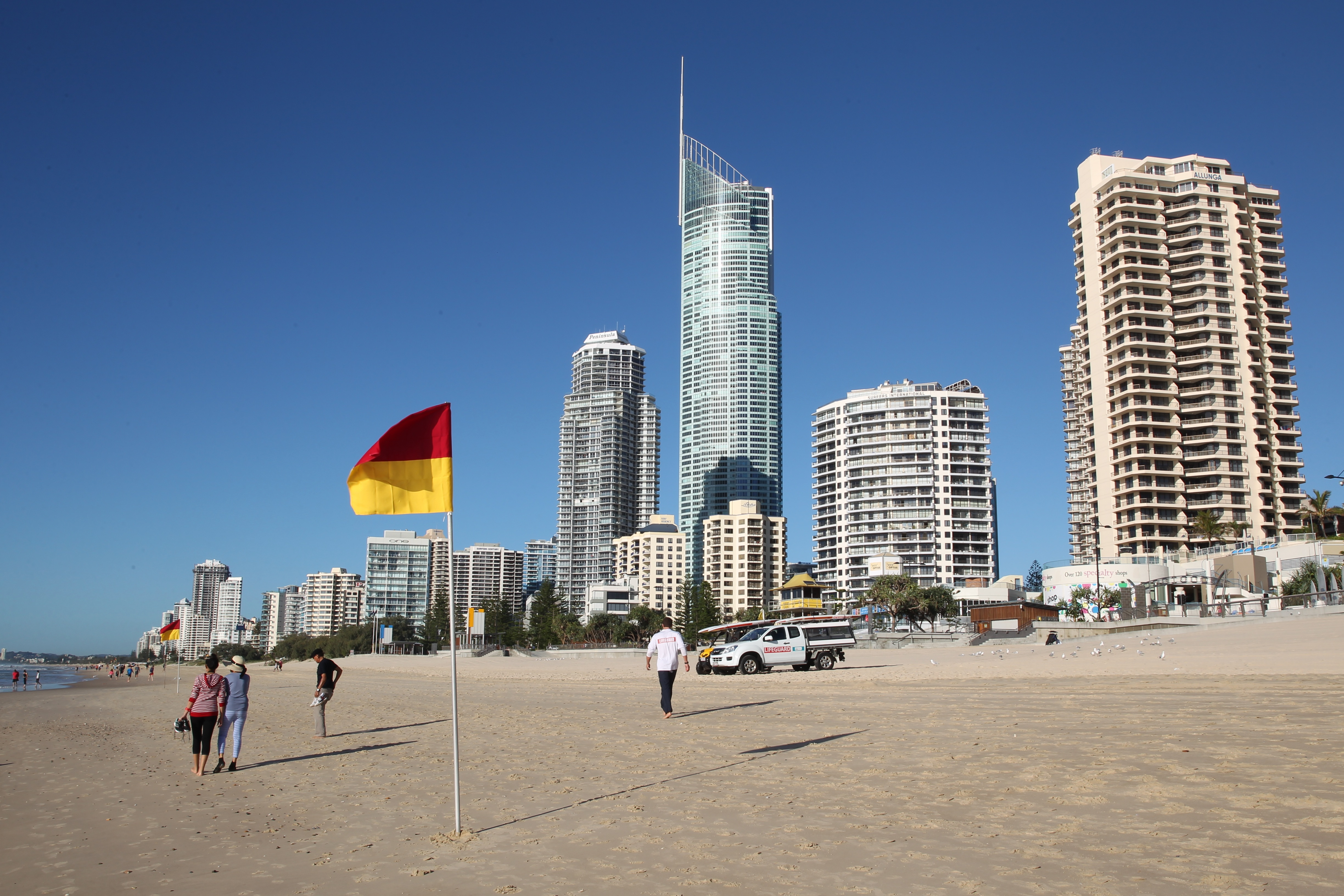
منظر برج كيو 1 كما يرى من شاطئ جنة راكبي الأمواج (بالإنجليزية: Surfers Paradise, Queensland)‏
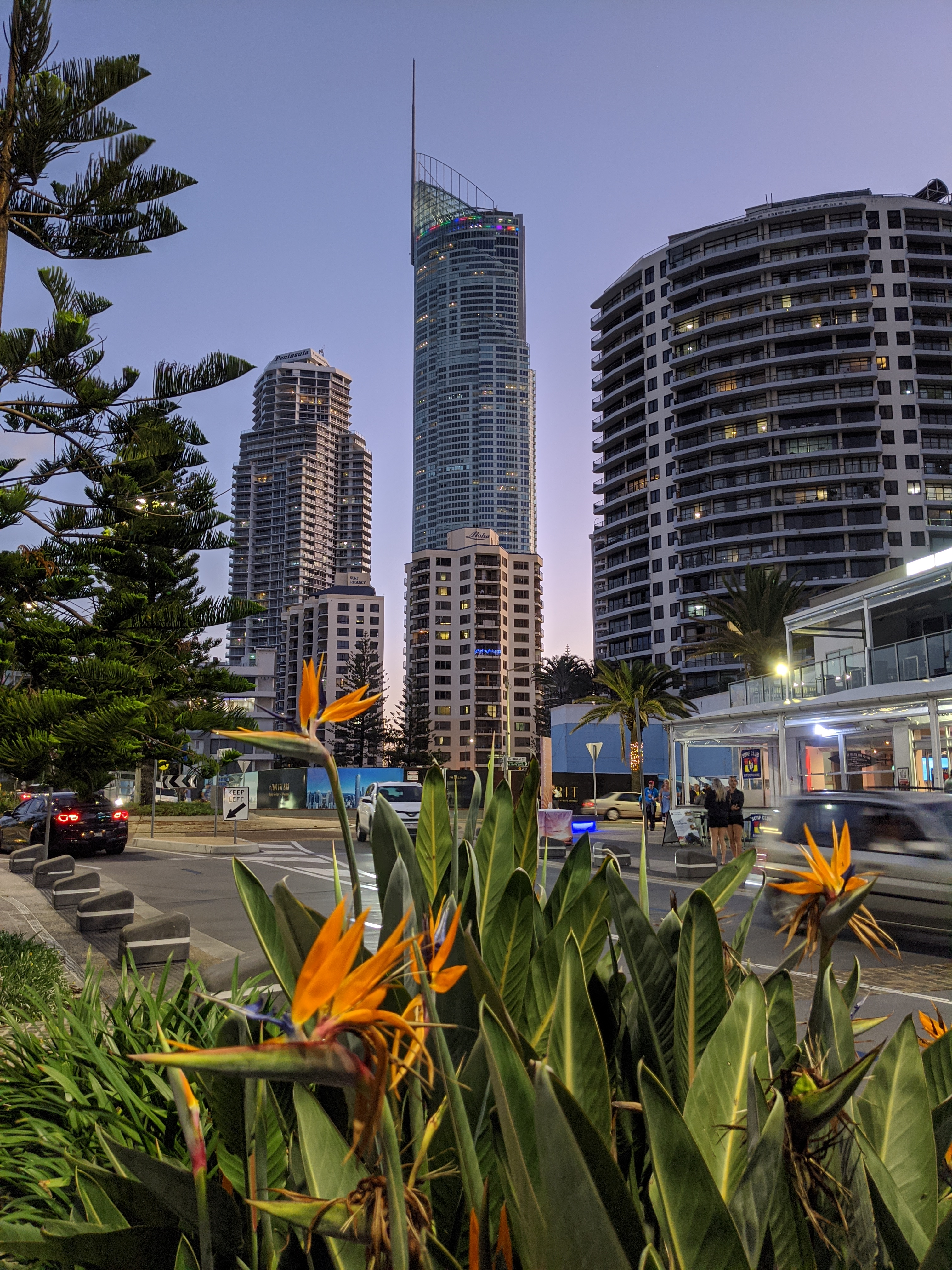
منظر برج كيو 1 كما يرى من المنتزه المجاور

## أنظر أيضا
- برج أستراليا 108
- برج يوريكا